# Eco-Drive

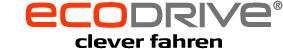

Eco-Drive („Eco“, engl., franz., ital.; Abkürzung für ökologisch/ökonomisch; „Drive“, engl., für Antrieb) ist ein vom Bundesamt für Energie angestossenes Sparprogramm, das in der Schweiz das ökologische, ökonomische und sichere Fahren fördern soll. Im Fokus der verschiedenen Massnahmen stehen Fahrer von Personenwagen und diversen Arten von Nutzfahrzeugen. Seit 2005 ist Eco-Drive Teil der obligatorischen Zweiphasenausbildung von PW-Neulenkern.
Der geschäftsführende Verein, Quality Alliance Eco-Drive (QAED), ist ein Zusammenschluss von Schweizer Bundesstellen, Verkehrsverbänden sowie Unternehmen, Organisationen und Personen aus der Fahrausbildung.

## Sparprogramm

### Inhalte und Ziele
Einerseits zielt Eco-Drive auf das rein fahr- und verhaltenstechnische Know-how im Verkehr. Andererseits ist damit auch das ökonomische Ziel verbunden, möglichst viel Treibstoff zu sparen, was wiederum den CO2-Ausstoss senkt. Dieser Beitrag zum Klimaschutz war denn auch der ursprüngliche Grund, weshalb 1999 QAED gegründet wurde. Dieses ökonomische und ökologische Verhalten soll auch das vorausschauende Fahren (und umgekehrt) unterstützen, was sich positiv auf die Verkehrssicherheit auswirken soll. Der Erfolg dieser Fahrtechnik veranlasste die zuständige Bundesstelle, Eco-Drive in die obligatorische Fahrausbildung zu integrieren. Damit sind mittlerweile praktisch alle massgebenden Akteure rund um den Schweizer Strassenverkehr (siehe Abschnitt Träger und Partner) in das Programm eingebunden.

### Personenwagen und Nutzfahrzeuge
Eco-Drive umfasst eine Reihe von Empfehlungen zu Fahrzeug und Fahrtechnik. Wer diese beachtet, spart mit Personenwagen 10 bis 15 % Treibstoff. Bei Nutzfahrzeugen liegt das Sparpotenzial bei 5 bis 10 %. Angesprochen werden Fahrlehrer, PW-Neu- und Altlenker sowie Lenker von Nutzfahrzeugen wie Lastwagen, Bussen und Lieferautos, aber auch Baumaschinen und Pistenfahrzeuge.

### Massnahmen
Um das Spar-Potenzial und die damit verbundenen Empfehlungen zu kommunizieren, setzt QAED verschiedene Massnahmen um. Dazu zählen die Förderung von Eco-Drive-Kursen für PW- und Nutzfahrzeuglenker und Aufklärungsarbeit im Kontakt mit der Öffentlichkeit.

## Entwicklung
EnergieSchweiz hat 2023 bei Empa und EBP eine Studie über die Wirkung der energieeffizienten Fahrweise in Auftrag gegeben. Aus über 3000 simulierten Fällen resultiert die Erkenntnis, dass das Einsparpotential durch Verhaltensanpassungen auch künftig hoch bleiben wird, unabhängig von den erwarteten technischen Weiterentwicklungen. Das theoretische Einsparpotential liegt für Personenwagen heute und bis 2030 bei 21,7 %, wovon ca. 50 % einfach zu realisieren wären. Das gilt gleichermassen für Elektrofahrzeuge.

## Vereinsgründung

### Vorgeschichte
Als ökologische Fahrtechnik war die Wortmarke Eco-Drive bereits vor der Vereinsgründung bekannt. Ernst Reinhardt, damaliger Leiter Ressort Verkehr des eidgenössischen Aktionsprogramms «Energie 2000», brachte den Begriff auf Schweizer Strassen in Umlauf. Eco-Drive sollte aber mehr als nur eine fahrtechnische Formel werden. Eco-Drive sollte zum Gütesiegel mutieren, das in der Fahrausbildung Standards setzt und diese langfristig sichert. Landesweit sollten möglichst alle Wirtschaftszweige und Personen erfasst werden, die am motorisierten Verkehr beteiligt sind.

### Gründung
Kurz vor der Jahrtausendwende fanden sich Vertretungen aus den Bereichen Strassenverkehr und Fahrausbildung zusammen: Bundesstellen, Verkehrsverbände sowie Unternehmen und Organisationen aus der Privatwirtschaft. Am 7. Dezember 1999 gründeten sie den Verein Quality Alliance Eco-Drive mit der Geschäftsstelle in Zürich. Gestützt war die Gründung durch den Leistungsauftrag des Bundesamtes für Energie (BfE). QAED kommuniziert mit der eingetragenen Marke Eco-Drive, die dem BfE gehört. Gründungspräsident war Ernst Hug. 2004–2015 hatte Chiara Simoneschi-Cortesi, bis 2011 Nationalrätin CVP, das Präsidium inne. Heutiger Präsident ist seit 2015 Urs Gasche, Alt-Nationalrat BDP.

## Träger und Partner
Finanziell massgeblich getragen wird QAED durch EnergieSchweiz, ein Programm des Schweizer Bundesamtes für Energie. Zusätzliche Unterstützung kommt von weiteren Unternehmen, Verbänden und Institutionen. Dazu zählen unter anderem Verkehrs- und Fahrlehrerverbände, Unternehmen im Bereich Auto und Verkehr sowie Institutionen im Bereich der Fahrausbildung.
EnergieSchweiz ist die Plattform, die alle Aktivitäten im Bereich erneuerbare Energien und Energieeffizienz unter einem Dach vereinigt. Dies erfolgt in einer Koordination zwischen Bund, Kantonen, Gemeinden und den Partnern aus Wirtschaft, Umwelt- und Konsumentenorganisationen sowie privatwirtschaftlichen Agenturen.
Im Jahr 2022 wurde eine Kooperation mit Coop Pronto gestartet, welche nun an ihren Tankstellen für eine kurze Zeit Werbung für eine sparsamere Fahrweise macht.